# Harry Plunket Greene
Harry Plunket Greene (Dublino, 24 giugno 1865 – Londra, 19 agosto 1936) è stato un baritono irlandese, molto famoso nel repertorio concertistico e negli oratori. Fornendo un grande contributo alla vita musicale britannica, scrisse e tenne conferenze sulla sua arte e arricchì il campo dei concorsi musicali e degli esami. Scrisse anche Where the Bright Waters Meet (1924) un libro classico sulla pesca con la mosca.

## Biografia
Plunket Greene nacque a Dublino, figlio di Richard Jonas Greene, avvocato e Louisa Lilias Plunket, nipote di William Conyngham Plunket, Lord Cancelliere d'Irlanda. Da parte di madre era parente della supercentenaria Katherine Plunket, vissuta 111 anni. Studiò al Clifton College e inizialmente si aspettava di seguire legge all'Università di Oxford. Ma dopo essere stato "fracassato" in un incidente di calcio, dovette stare in convalescenza per un anno. Scoprendo la sua vocazione musicale studiò sotto Arthur Barraclough a Dublino prima di frequentare il Conservatorio di Stoccarda per due anni sotto Hromada nei primi anni del 1880. Studiò anche a Firenze con Luigi Vannuccini (allievo di Francesco Lamperti), e a Londra con J. B. Welsh e Alfred Blume.

## Inizi della carriera
Debuttò a Londra (al People's Palace, Mile End) nel 1888, nel Messiah di Händel e l'anno successivo apparve in La rédemption di Gounod. Nel 1890 fece il suo debutto lirico come Commendatore nel Don Giovanni e come Duca di Verona in Romeo e Giulietta, al Covent Garden. Successivamente scelse di proseguire la sua carriera nei recital.
In oratorio, la sua prima apparizione al Festival fu a Worcester nel 1890. Plunket Greene creò la parte del protagonista nel Job di Parry, al Festival di Gloucester nel 1892. Questo comprende la Lamentation of Job, una lunghissima e sostenuta scena di un oratorio (28 pagine). David Bispham disse delle sue esibizioni che "ha creato la parte e l'ha resa molte volte con una superba sensazione drammatica". In questo, come nella maggior parte delle cantate di Parry, Plunket Greene ha riconosciuto la perfetta declamazione dei testi di Parry, l'accento sui valori delle parole che cadono naturalmente e correttamente nella musica. Di conseguenza divenne l'esponente o il dedicatario originale di molte delle opere liriche di Parry e anche di Battison Haynes (Off to Philadelphia) e di Charles Villiers Stanford. Stanford scrisse Songs of the Sea per lui e il cantante ammirava anche molto i cicli di Cushendall e Irish Idyll di Stanford e Three Cavalier Songs impostato su testi di Browning. Sebbene la sua voce non fosse eccezionalmente potente, la usò con grande stile, musicalità e intelligenza.
Nel 1891 George Bernard Shaw lo trovò "abbastanza all'altezza della situazione nel meraviglioso duetto" della Whitsuntide Cantata di Bach, O, Ewiges Feuer, con il Coro di Bach. Nell'aprile del 1892, condividendo il palcoscenico con Joseph Joachim e Franz Xaver Neruda, Fanny Davies, Alfredo Piatti e Agnes Zimmermann al pianoforte, cantò mirabilmente nel suo primo gruppo di brani (Lully, Cornelius e Schumann) in un concerto popolare del lunedì, ma fece poco nel suo secondo gruppo. Nel novembre del 1893, al primo dei concerti della London Symphony Orchestra di George Henschel per la stagione, eseguì la nuova canzone di Stanford, Prince Madoc's Farewell, così patriotticamente "che una o due volte quasi passò nella chiave successiva". Le critiche di Shaw sulla sua dizione furono senza dubbio prese molto sul serio dal cantante, che studiò per rendere la chiarezza assoluta e la naturalezza della dizione un punto centrale del suo insegnamento e del suo esempio.
Fin dagli inizi della sua carriera, Plunket Greene divenne un paladino delle ballate e canzoni in lingua inglese, incluse le canzoni tradizionali irlandesi e inglesi, che inseriva nel repertorio dei concerti. Attraverso i suoi legami con Stanford, Parry, Vaughan Williams, Gervase Elwes e attraverso le imitazioni o gli arrangiamenti delle canzoni irlandesi di Hamilton Harty, Arthur Somervell o Charles Wood, fu molto attivo nel promuovere questo movimento nelle canzoni d'arte inglesi e anglo-irlandesi. Lo faceva non cedendo all'imitazione del country, ma impegnando in tutto ciò che cantava tutti i principi del buon canto: fraseggi lunghi e intelligenti, attacco e dizione naturali e puliti, vivace fedeltà al ritmo e ai tempi e il potente impegno dell'immaginazione nell'interpretazione. Questi valori furono spiegati nel suo libro Interpretation in Song del 1912, che passò attraverso molte edizioni e divenne rapidamente un classico. La sua difesa della canzone d'arte era instancabile. Il suo primo accompagnatore Henry Bird ottenne un incarico come accompagnatore ai Chappell Ballad Concerts, dopo la sua collaborazione di grande successo con Plunket Greene nelle canzoni ungheresi di Francis Korbay.

## I Recital – Collaborazione con Leonard Borwick
Durante gli anni 1890 (dal 1893) Plunket Greene divenne uno dei principali esecutori ed interpreti britannici dei Lieder tedeschi, in particolare di Schubert, Schumann e Brahms. Lo fece in collaborazione con il pianista inglese Leonard Borwick (fratello di un compagno di scuola), un allievo di Francoforte della signora Clara Schumann noto per la sua potente esposizione ritmica e che (come il suo compagno allievo Fanny Davies) era strettamente legato al lavoro di Joachim a Londra. Plunket Greene e Borwick formarono un'amicizia musicale che durò fino alla morte di Borwick.
Plunket Greene ando in tournée in America nella primavera del 1893 e scrisse a Borwick suggerendo che avrebbero dovuto interpretare una canzone e un recital di pianoforte a Londra, a differenza della forma più consueta di concerti vari con una compagnia mista. Il primo recital si tenne nella St James's Hall nel dicembre 1893, seguito da un tour in tutto il paese e questo schema fu ripetuto per dieci anni. Borwick suonò il suo programma oltre che fare da accompagnatore, ma dopo un paio di stagioni Samuel Liddle si inserì come accompagnatore. Pionieri di questo modello di recital, diedero un avvio a quel movimento a Londra. Le loro regole erano di mantenere la musicalità, evitare di essere abbagliati dalla pubblicità e non prendersi mai cura delle mani o della voce.
L'11 gennaio 1895 alla St James's Hall, Borwick e Greene fecero la prima rappresentazione pubblica completa del Dichterliebe di Schumann che fu ascoltata a Londra. La loro collaborazione musicale era ancora attiva nel 1913, ma all'inizio del 1900 le esigenze delle loro tournée separate divennero così grandi che accettarono di non continuare il loro precedente programma di recital a meno che non potesse essere fatto con tutto il cuore. Plunket Greene andò in tournée soprattutto negli Stati Uniti, dove considerava il pubblico particolarmente attento e riconoscente e in Germania. Gli piaceva anche il pubblico inglese settentrionale più di quello meridionale e gli piaceva cantare al pubblico degli studenti della scuola pubblica.

## Gerontius e dopo
Plunket Greene era amico di Elgar ed è appariva nei suoi eventi al Malvern Concert Club. Fu il baritono originale nella prima esecuzione, nell'ottobre 1900 al Birmingham Festival, del Dream of Gerontius di Elgar, al fianco di Marie Brema (angelo) e Edward Lloyd (anima), sotto la direzione di Hans Richter. Nel giugno del 1900 Elgar aveva scritto a Jaeger, "canta entrambe le parti di basso e non gli andranno bene. Accidenti." Sebbene le sue registrazioni e alcuni commentatori suggeriscano che la voce non fosse ampia, deve essere stata in grado di sostenere e proiettare un tono considerevole in quel periodo, poiché entrambi gli assoli di baritono di Gerontius lo richiedono. Inoltre, per questo, che è uno dei suoi lavori più personali, Elgar deve aver sentito una vera attitudine nella scelta.
Il ciclo di canzoni di Arthur Somervell, basato su Maud di Tennyson, fu originariamente prodotto (con dodici canzoni) nel 1898 e fu promosso da Plunket Greene. Nel 1899 sposò Gwendolen Maud, la figlia più giovane di Hubert Parry e il loro primo figlio nacque nel 1901. Diede anche la prima esibizione del ciclo A Shropshire Lad di Somervell, alla Aeolian Hall il 3 febbraio 1904 e così ebbe l'onore di essere il primo a cantare ambientazioni dei versi di Alfred Edward Housman, che in seguito divenne un'ispirazione assolutamente fondamentale per i compositori legati al revival della canzone inglese di quel periodo.
Plunket Greene inserì una selezione delle Songs of Travel di Ralph Vaughan Williams nel recital del febbraio 1905. Poi (o subito dopo) il compositore lo ascoltò e gli dedicò le canzoni e Greene in seguito le citò, come pure Silent Noon (da il ciclo House of Life), nel suo lavoro Interpretation in Song. A Greene si deve la creazione di queste canzoni nel repertorio dei concerti inglesi, dove cercò costantemente di aumentare lo standard e la qualità dell'apprezzamento della canzone inglese tramite la sua programmazione.
Aiutò Gervase Elwes dall'inizio della sua carriera professionale e fu suo amico per tutta la vita. All'audizione di Elwes per il Royal College of Music nel 1903 Greene scrisse per incoraggiarlo citando le reazioni favorevoli di Parry e Stanford e subito dopo lo presentò al Savile Club di Londra. Nel 1906 si unì alla festa a Brigg per cantare nel secondo festival lì organizzato da Elwes e Percy Grainger e dichiarò il suo desiderio di essere presente in molti altri. Quando Elwes morì nel 1921 Greene scrisse "Ho sempre sentito che [Elwes] era l'uomo a cui tenevo di più." "Nella Passione secondo Matteo, (lui) ci ha fatto sentire che tra tutti gli uomini era lui il più adatto a raccontarci la più grande storia del mondo".
Le registrazioni di Plunkett Greene furono fatte inizialmente per la Gramophone Company, nel 1904–1906. Includeva canzoni popolari nei suoi recital, dando ad esse gli stessi valori di dizione, fraseggio, ritmo e sincerità interpretativa che aveva portato alle canzoni d'arte. Negli anni successivi, avendo trasferito il suo impegno nel campo delle lezioni di canto, prestò un grande servizio alla causa della musica popolare britannica. Le sue ultime registrazioni furono fatte con il procedimento elettrico per la Columbia Records: la sua tarda registrazione di Poor old horse ne è un esempio interessante.
Il 24 gennaio 1910 apparve nel concerto commemorativo alla Queen's Hall per l'editore August Jaeger (Nimrod di Elgar), cantando un gruppo di canzoni di Walford Davies e il monologo di Hans Sachs da I maestri cantori di Norimberga. Fece la sua prima apparizione nei Concerti Passeggiata di Henry Wood presso la Queen's Hall nell'ottobre del 1914 cantando Songs of the Sea di Stanford con la Alexandra Palace Choral Society. Aveva rifiutato di adempiere ad un impegno di cantarli lì per la Stock Exchange Orchestral Society nel 1907 sentendo che utilizzavano ancora il tono alto tipico del concerto inglese.

## Concorsi e festival, insegnamento
Nei suoi ultimi anni Plunket Greene fu impegnato nell'organizzazione di eventi musicali, nell'insegnamento e nell'amministrazione. Nel 1923 compì il suo quindicesimo viaggio attraverso l'Atlantico (il primo era stato nel 1893), in questa occasione come giudice nei concorsi musicali in tutto il Canada. Da New York andò a Toronto in treno per unirsi a Granville Bantock. Ciò doveva avvenire ai cinque festival di Ontario, Manitoba, Saskatchewan, Alberta e Columbia Britannica. Fu il primo Festival dell'Ontario (Toronto), con la partecipazione di Robert Watkin-Mills e Boris Hambourg, il sesto a Winnipeg, con Herbert Witherspoon e Cecil Forsyth che assistevano, dove si gareggiava per il trofeo Earl Grey, il sedicesimo a Edmonton (Alberta), con cori di Lethbridge e Calgary e a Prince Albert erano con Herbert Howells. La promozione e l'incoraggiamento di questi eventi fornì non solo un grande spettacolo e un'opportunità per la produzione musicale, ma ha infuse anche uno spirito competitivo nel lavoro dei cori, cantanti e strumentisti nell'assegnazione dei premi (nella tradizione iniziata a Kendal, UK nel 1889 c.ca), perché tendeva ad incoraggiare l'eccellenza. Plunket Greene ripeté l'esperienza nel Saskatchewan nel 1931, insieme ad Harold Samuel, Maurice Jacobson e Hugh Roberton.
Tra coloro che trassero profitto dal suo insegnamento, c'era Sir Keith Falkner, che Plunket Greene aveva seguito nella sua famosa interpretazione della Lamentation of Job nell'oratorio di Hubert Parry.

## Vita privata
Plunkett Greene sposò Gwendolen Maud Parry, figlia minore di Hubert Parry, nel 1899. La coppia ebbe tre figli: Richard Plunket Greene (nato nel 1901), David Plunket Greene (nato nel 1904) e Olivia Plunket Greene (nata nel 1907) che non si sposarono mai, nonostante una gioventù brillante. Il matrimonio fu tuttavia infelice e si separarono nel 1920.
Plunket Greene morì il 19 agosto 1936, all'età di 71 anni. Fu sepolto nel cimitero della chiesa di Hurstbourne Priors, vicino alle tombe dei suoi due figli.
Suo nipote Alexander Plunkett Greene sposò la stilista Mary Quant e ebbe un figlio, Orlando.

## Pubblicazioni
- Interpretation in Song, Londra, Macmillan Publishers, 1912.
- Pilot and other stories, Londra, Macmillan Publishers, 1916.
- Where the Bright Waters Meet, Londra, Philip Allan Publishers Ltd, 1924.
- From Blue Danube to Shannon, Londra, Philip Allan Publishers Ltd, 1935.
- Charles Villiers Stanford, Londra, Edward Arnold, 1935.

## Incisioni
Harry Plunket Greene ha registrato canzoni sia per i dischi della Gramophone Company che per la Columbia Records.

### Gramophone
Registrazioni pubblicate dalla Gramophone Company (1904–08):
- 2-42776 Abschied (Schubert). 22 gennaio 1904; matrice 4891b
- 3-2016 Off to Philadelphia (Battison Haynes). 22 gennaio 1904; matrice 4892b
- 3-2017 a) Mary (Goodheart) b) Quick, we have but a second (Stanford). 22 gennaio 1904; matrice 4894b
- 3-2018 Father O'Flynn (arr Stanford). 22 gennaio 1904; matrice 4894b
- 3-2059 (a) Eva Toole (b) Trottin' to the fair (Stanford). 14 febbraio 1904; matrice 5065b
- 3-2060 The Donovans (Needham). 14 febbraio 1904; matrice 5067b
- 3-2089 Over here (Wood). 4 gennaio 1904; matrice 4779b
- 3-2333 a) The happy farmer (Somervell) b) Black Sheila of the silver eye (Harty). 30 maggio 1905; matrice 2114e
- 3-2334 The gentle maiden. 30 maggio 1905; matrice 2116e
- 3-2335 Little red fox (arr. Somervell). 30 maggio 1905; matrice 2113e
- 3-2336 Little Mary Cassidy. 30 maggio 1905; matrice 2121e
- 3-2337	Johneen (Stanford).  30 maggio 1905; matrice 2120e
- 4-2017 Molly Brannigan (arr. Stanford). 14 dicembre 1908; matrice 9282e
- 02174 Off to Philadelphia (Battison Haynes). 14 dicembre 1908; matrice 2741f (12")

### Columbia
Registrazioni Columbia (elettriche):
- DB 1321 Poor Old Horse (Trad). 13 novembre 1933; matrice CA14156-1
- DB 1321 The Garden Where The Praties Grow (Trad). 10 gennaio 1934; matrice CA 14157-2
- DB 1377 Trottin' to the Fair (Stanford). 10 gennaio 1934; matrice CA14158-3
- DB 1377 The Hurdy-Gurdy Man (Schubert). 10 gennaio 1934; matrice CA14259-1 wav available [Dec 2009] from

Oltre alle registrazioni di canzoni, registrò anche una conferenza "On The Art of Singing" per la serie della Columbia Records International Educational Society (Conferenza 75), su quattro lati, codici dei dischi D40149-40150.